# テイラー・ヒル (野球)
デビッド・テイラー・ヒル（David Taylor Hill, 1989年3月12日 - ）は、アメリカ合衆国・テネシー州ナッシュビル市オールドヒッコリー出身の元プロ野球選手（投手）。

## 経歴

### プロ入りとナショナルズ時代
2010年、MLBドラフト30巡目（全体900位）でクリーブランド・インディアンスから指名されたが、契約には至らなかった。
2011年、MLBドラフト6巡目（全体187位）でワシントン・ナショナルズから指名され、7月4日に契約。A-級オーバーン・ダブルデイズで9試合に登板し、0勝2敗、防御率3.16だった。
2012年はA級ヘイガーズタウン・サンズで24試合に登板し、10勝6敗、防御率4.92だった。8月にA+級ポトマック・ナショナルズへ昇格。3試合に登板し、1勝1敗、防御率4.80だった。
2013年はA+級ポトマックで15試合に登板し、6勝2敗、防御率2.99だった。6月にAA級ハリスバーグ・セネターズへ昇格。11試合に登板し、2勝7敗、防御率2.71だった。8月にAAA級シラキュース・チーフスへ昇格し、2試合に登板した。
2014年はAAA級シラキュースで開幕を迎え、15試合に登板。9勝2敗、防御率1.92と好投し、6月25日にナショナルズとメジャー契約を結んだ。同日のミルウォーキー・ブルワーズ戦でメジャーデビュー。5点ビハインドの5回2死から登板し、31⁄3回を投げ5安打2失点1四球1奪三振だった。2度目の登板となった6月27日のシカゴ・カブス戦では、1回を1安打無失点に抑えたが、6月28日にAAA級へ降格した。この年は3試合でマウンドに登り、防御率9.00を記録した。
2015年はAAA級シラキュースで開幕を迎えたが、5月30日にメジャーに昇格。6試合に登板し、0勝0敗、防御率3.75をの成績を残した。
2016年1月6日、ダニエル・マーフィー、スティーブン・ドリューの加入に伴いDFAとなり、1月13日にAAA級シラキュースに降格した。シラキュースでは全て先発で27試合に登板し、6勝13敗、防御率4.83を記録したが、メジャーでの登板機会はなかった。
2017年もメジャーでの登板はなく、11月6日にFAとなった。

### ジャイアンツ傘下時代
2018年5月27日にサンフランシスコ・ジャイアンツとマイナー契約を結んだ。AAA級サクラメント・リバーキャッツでは1勝3敗、AA級リッチモンド・フライングスクウォーレルズでは0勝8敗の成績に終わり、シーズン終了後にFAとなった。

### 独立リーグ時代
2019年3月6日、アメリカン・アソシエーションのスーフォールズ・カナリーズと契約した。12試合に登板し、6勝3敗、防御率2.52の成績を残した。

### メキシカンリーグ時代
2019年7月30日にメキシカンリーグのドゥランゴ・ジェネラルズと契約した。2020年1月30日に自由契約となった。

### 現役引退後
2020年よりトロント・ブルージェイズ傘下A+級ダニーデン・ブルージェイズのコーチに就任した。2021年からは傘下A+級バンクーバー・カナディアンズのコーチを務める。

## 詳細情報

### 年度別投手成績
| 年 度    | 球 団    | 登 板 | 先 発 | 完 投 | 完 封 | 無 四 球 | 勝 利 | 敗 戦 | セ 丨 ブ | ホ 丨 ル ド | 勝 率 | 打 者 | 投 球 回 | 被 安 打 | 被 本 塁 打 | 与 四 球 | 敬 遠 | 与 死 球 | 奪 三 振 | 暴 投 | ボ 丨 ク | 失 点 | 自 責 点 | 防 御 率 | W H I P |
| -------- | -------- | ----- | ----- | ----- | ----- | -------- | ----- | ----- | -------- | ----------- | ----- | ----- | -------- | -------- | ----------- | -------- | ----- | -------- | -------- | ----- | -------- | ----- | -------- | -------- | ------- |
| 2014     | WSH      | 3     | 1     | 0     | 0     | 0        | 0     | 1     | 0        | 0           | .000  | 45    | 9.0      | 16       | 0           | 3        | 1     | 2        | 5        | 0     | 0        | 9     | 9        | 9.00     | 2.11    |
| 2015     | WSH      | 6     | 0     | 0     | 0     | 0        | 0     | 0     | 0        | 0           | ---   | 51    | 12.0     | 14       | 2           | 4        | 0     | 1        | 9        | 0     | 0        | 5     | 5        | 3.75     | 1.50    |
| MLB：2年 | MLB：2年 | 9     | 1     | 0     | 0     | 0        | 0     | 0     | 1        | 0           | .000  | 96    | 21.0     | 30       | 2           | 7        | 1     | 3        | 14       | 0     | 0        | 14    | 14       | 6.00     | 1.76    |

### 背番号
- 55（2014年 - 2015年）